# Podraz 3
Podraz 3, uváděná také jako Podraz III, je hra pro počítače Sinclair ZX Spectrum a kompatibilní (například Didaktik). Styl hry je podobný textovým hrám. Autorem je František Fuka, který ji naprogramoval v roce 1986. Hra byla v roce 1992 vydána společností Proxima – Software v. o. s. jako součást souboru her Fuxoft uvádí. Přestože hra má v názvu pořadové číslo 3, její podtitul zní První velká počítačová loupež a není pokračováním žádné hry. Název odkazuje na skutečnost, že hra je "pokračováním" filmů Podraz a Podraz 2.
Hlavní postavou je nezaměstnaný programátor Tim Coleman, jehož úkolem je najít heslo k účtu lupičů a převést peníze z tohoto účtu jinam. K tomu má k dispozici počítač Timex 2097 s modemem RS-236B. Úkolem Tima Colemana je postupně se připojovat k několika vzdáleným počítačům a získávat z nich potřebné informace vedoucí ke zjištění hledaného hesla. V průběhu celé hry tedy hráč vlastně pouze zadává telefonní čísla pro připojení k těmto počítačům a vybírá z nabídek operací jimi nabízených.
Ke hře vzniklo několik pokračování od jiných autorů Podraz IV, Podraz 5 a Podraz 6 od Antok Software, Podraz 4 od Patrika Raka a Podraz 5 od Falcon soft.